# Reserva ecológica Los Illinizas
La Reserva Ecológica Los Illinizas (RELI) se localiza al occidente de la provincia de Cotopaxi y extremo sur de las provincias de Pichincha y Santo Domingo de los Tsáchilas. Abarca cerca de 149.900 ha e incluye las estribaciones occidentales de los nevados Illinizas y de los volcanes Quilotoa y El Corazón. Cerca de esta reserva, hacia el valle interandino, se localizan algunas ciudades medianas como Machachi, Latacunga y Saquisilí, que aprovechan algunos recursos provenientes de la Reserva. 
La Reserva Ecológica Illinizas fue creada el 2 de diciembre de 1996. Dentro de la misma existen bosques y páramos protegidos parcialmente por cooperativas comunales locales como la Cooperativa Cotopilaló y la Asociación Huahuauco-La Merced. Junto a la Reserva Ecológica se encuentra la Reserva Forestal Río Lelia y el Bosque Integral Otonga, establecido por iniciativa de la Fundación Otonga y la familia Tapia. Una pequeña porción de bosque fue adquirida por tres organizaciones (Zoological Society for Conservation of Species and Populations, Fundación Loro Parque y Fonds für Bedrohten Papagaien) para conservar a la especie Ognorhynchus icterotis.

## Características
En el área se incluyen además la Reserva Forestal Río Lelia, dos bosques protegidos, Huagrahuasi y Quitasol (935 ha), y el Bosque Integral Otonga (1.000 ha), pertenecientes a la provincia de Cotopaxi y localizados al norte de la Reserva Ecológica Los Illinizas. Otonga se localiza en el cantón Sigchos, cerca al poblado de San Francisco de las Pampas. Los bosques y páramos de Huagrahuasi-Quitasol son propiedad de la Cooperativa Cotopilaló, mientras que Huahuauco pertenece a los hijos de los socios de esta cooperativa, agrupados en la Asociación Huahuauco- La Merced.
La Reserva Ecológica los Illinizas y su área de influencia incluyen una importante diversidad de ecosistemas, entre ellos los altos páramos alrededor de los Illinizas y El Corazón. Al sur de la Reserva, en el sector de Quilotoa, la vegetación es bastante árida. En el Bosque Integral Otonga se encuentra dos tipos de vegetación: el bosque de neblina montano y el bosque siempreverde montano bajo. Comprende extensiones de bosque primario, secundario, zonas en regeneración y áreas de pastizales que han sido abandonadas y están en proceso de recuperación. En los alrededores de Otonga hay grandes áreas deforestadas en donde se cultiva principalmente caña de azúcar y existen pastizales para ganado vacuno. 
De igual forma, el Bosque Protector Huagrahuasi-Quitasol se caracteriza por presentar páramos de pajonal y bosques altoandinos. Los remanentes de bosque nativo son reducidos y existen parches de vegetación arbustiva húmeda. Los páramos herbáceos ocupan alrededor del 40% del área, y se localizan a partir de los 3.500 m de altitud. Hay además cultivos de ciclo corto asociados con pastos y pequeñas áreas de vegetación arbórea, arbustiva y herbácea. El uso actual del páramo tiene más relación con la extracción de leña y recolección de frutas (mortiños, gualicón, taxo) y paja para techar las viviendas y las casas para los animales. También en el páramo se mantiene ganado de lidia silvestre. Algunas zonas están destinadas a la recuperación de páramos y bosques, así como a la conservación e investigación de la diversidad biológica. 

## Flora

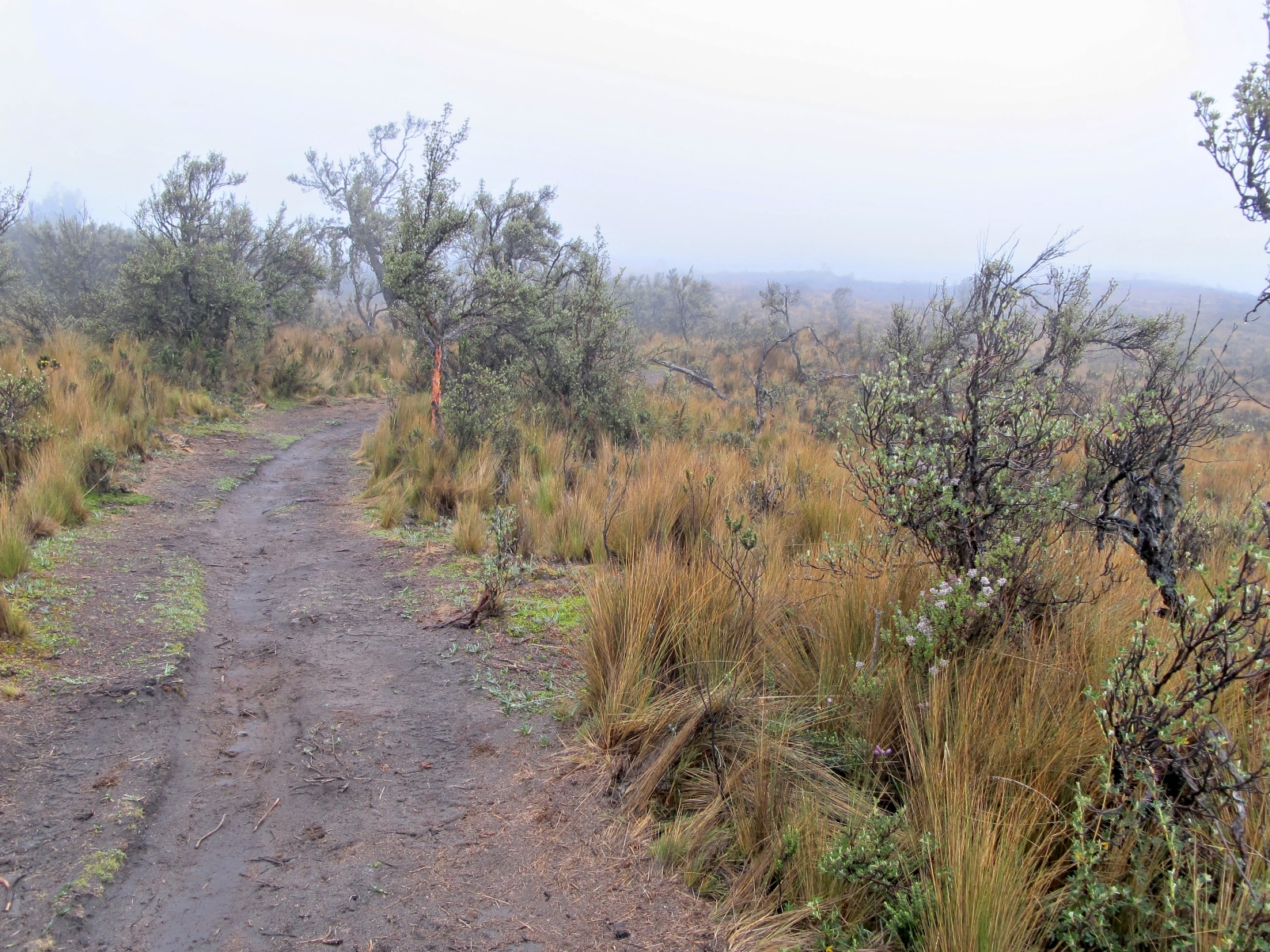
Vegetación en la vía al Refugio.

En los páramos de Huagrahuasi se reportaron algunas especies de plantas, entre las que se cuentan Buddleja incana, Myrsine andina, Oreopanax sp., Vallea stipularis; árboles como Gynoxys baccharoides, Hesperomeles heterophylla, Barnadesia arborea y Monnina obtusifolia y entre los arbustos Escallonia myrtilloides.
En las partes más bajas existe un bosque nublado caracterizado por el alto nivel de diversidad de epifitas. En el Bosque Integral Otonga se encontró que algunas especies notables fueron Cedrela odorata, Otoba novogranatensis, Carapa guianensis, Nectandra obtusata, Myrcia splendens, Schweilera caudiculata, Nectandra spp., Croton magdalenensis, Ficus spp., Cinchona sp. y Cecropia spp.

## Fauna

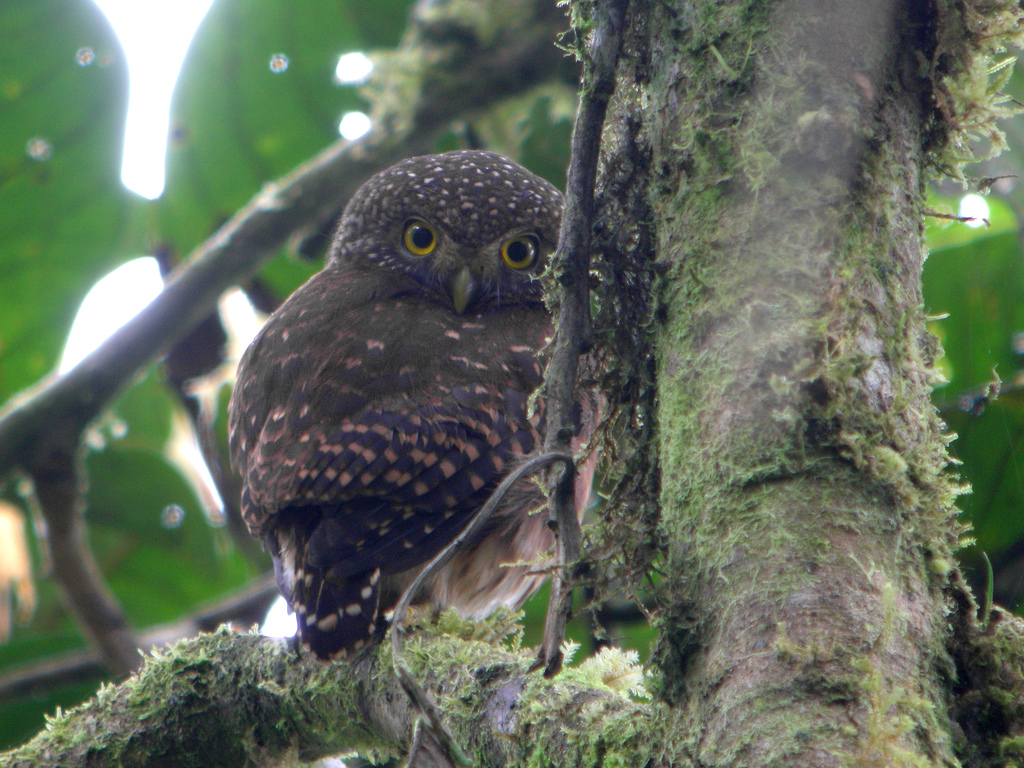
Mochuelo ecuatoriano en el Bosque.

Con respecto a la fauna, es escaso el conocimiento existente sobre la Reserva Ecológica Los Illinizas como tal. En trabajos realizados en los últimos años en el Bosque Integral Otonga se registró la presencia de más de 50 especies de mamíferos, entre los que se incluye el oso de anteojos (Tremarctos ornatus), el puma (Puma concolor), el pecarí de collar (Pecari tajacu) y una nueva especie de roedor (Heteromys teleus). Hay además una importante diversidad de herpetofauna. Se estima que el número de especies puede ser alrededor de 40 y en los últimos años se han descrito algunas especies nuevas de insectos.
Algunas especies endémicas de los bosques nublados del Chocó y amenazadas de extinción a escala global se han reportado en estas localidades, como el tororoí gigante (Grallaria gigantea), el tororoí bigotudo (Grallaria alleni), el mochuelo nuboselvático (Glaucidium nubicola), el calzadito canoso (Haplophaedia lugens) y el corcovado dorsioscuro (Odontophorus melanonotus). La localidad conocida como Caripero es el único sitio donde se ha registrado recientemente al periquito orejiamarillo (Ognorhynchus icterotis), especie críticamente amenazada que posiblemente está extinta en Ecuador, ya que no se la ha vuelto a encontrar en esta localidad en los últimos seis años.